# Hydrocyphon bhutanensis
Hydrocyphon bhutanensis es una especie de coleóptero de la familia Scirtidae.

## Distribución geográfica
Habita en Bután.